# Caropsis verticillato-inundata
Caropsis verticillato-inundata é uma espécie de planta com flor pertencente à família Apiaceae. 
A autoridade científica da espécie é (Thore) Rauschert, tendo sido publicada em Taxon 31: 556. 1982.

## Portugal
Trata-se de uma espécie presente no território português, nomeadamente em Portugal Continental.
Em termos de naturalidade é nativa da região atrás indicada.

## Protecção
Encontra-se protegida por legislação portuguesa ou da Comunidade Europeia, nomeadamente pelo Anexo II e IV da Directiva Habitats e pelo Anexo I da Convenção sobre a Vida Selvagem e os Habitats Naturais na Europa.